# Lee Ji-Hong
Lee Ji-Hong (31 de marzo de 1992) es un deportista surcoreano que compite en triatlón. Ganó una medalla de plata en el Campeonato Asiático de Triatlón de 2017 en la prueba de relevo mixto.

## Palmarés internacional
| Campeonato Asiático | Campeonato Asiático   | Campeonato Asiático | Campeonato Asiático |
| Año                 | Lugar                 | Medalla             | Prueba              |
| ------------------- | --------------------- | ------------------- | ------------------- |
| 2017                | Palembang (Indonesia) | Medalla de plata    | Relevo mixto        |